# آرثر بيري (لاعب كرة قدم)
آرثر بيري (بالإنجليزية: Arthur Berry)‏ (و. 1888 – 1953 م) هو لاعب كرة قدم، وكاتب مسرحي من المملكة المتحدة، والمملكة المتحدة لبريطانيا العظمى وأيرلندا، ولد في ليفربول، شارك في الألعاب الأولمبية الصيفية 1912، والألعاب الأولمبية الصيفية 1908، مركز لعبه هو الجناح ‏، توفي في ليفربول، عن عمر يناهز 65 عاماً.

## التعليم
تعلم في كلية وادهام (أكسفورد).

## روابط خارجية
- آرثر بيري على موقع قاعدة بيانات كرة القدم.إي يو (الإنجليزية)
- آرثر بيري على موقع ناشيونال فوتبول تيمز (الإنجليزية)
- آرثر بيري على موقع أوليمبيديا (الإنجليزية)